# Aktinium
Aktinium är ett grundämne med kemiskt tecken Ac. Aktinium är radioaktivt och tillhör aktiniderna, som det även gett namn till. Det bildas vid sönderfall av uran eller torium.
Aktinium upptäcktes av André-Louis Debierne 1899 och Friedrich Oskar Giesel 1902, oberoende av varandra.